# Heinz Munsonius
Oskar Heinz Artur Munsonius (* 7. September 1910 in Berlin; † 23. Februar 1963 ebenda) war ein deutscher Akkordeonist, Arrangeur, Komponist und Bandleader der Swing-Ära. Er zählt mit Albert Vossen und Will Glahé zum „Dreigestirn der großen Akkordeonisten“ Deutschlands in den 1930er bis 1950er Jahren.

## Leben und Wirken
Munsonius begann mit 14 Jahren auf Wunsch seiner Eltern eine Ausbildung zum Schriftsetzer; daneben nahm er Unterricht in Klavier und Musiktheorie. Als er während der Weltwirtschaftskrise keine Arbeit in seinem Beruf fand, suchte er sein Auskommen als Virtuose auf dem Piano-Akkordeon. Er begann als Begleitsolist eines Musical-Clowns, der als Comic-Strip-Figur „Adamson“ die Varietébühnen Europas bereiste. Die Musikindustrie wurde bald auf Munsonius’ Akkordeonspiel aufmerksam; schließlich wurde er von der Plattenfirma Kristall/Imperial unter Vertrag genommen.
Munsonius leitete ab den späten 1930er Jahren in Berlin ein eigenes Studioensemble (Heinz Munsonius mit seinen Solisten), mit dem Aufnahmen für das Label Kristall und bis Mitte 1943 für Imperial entstanden. Darunter waren neben Instrumentalnummern auch Lieder, u. a. mit den Sängern Rudi Schuricke (Stern von Rio, Imperial 17307), Günter Blumberg (Leb wohl, Adieu, auf Wiedersehn), Erwin Hartung (Psst Blondine / Dort an der Mühle) und der Sängerin Anita Spada (Lied eines jungen Wachtpostens) sowie mit dem Günther-Arndt-Kinderchor (Der fröhliche Wanderer). In seiner Band spielten Helmuth Friedrich, Helmut Zacharias, Fred Pelzer, Willy Berendt, Karl Grassnick, Heinz Glagau, Freddie Brocksieper, Franz Teddy Kleindin und Charly Tabor. Ferner wirkte er in dieser Zeit als Musiker bei Aufnahmen von Michael Jary und seinem Orchester (Odeon, 1939). Einige seiner Kompositionen wie „Techtelmechtel“ wurden auch von anderen Orchestern interpretiert, wie dem von Will Glahé. Seine Kompositionen und viele Arrangements für Akkordeon erschienen in Form von Notenblättern. Munsonius arbeitete zu jener Zeit in enger Freundschaft mit dem Musiker und Komponisten Heinz Gerlach (Tanzende Finger) zusammen, bis die beiden 1943 zur Wehrmacht eingezogen wurden, wo Munsonius als Akkordeonvirtuose bei der Truppenbetreuung eingesetzt war.

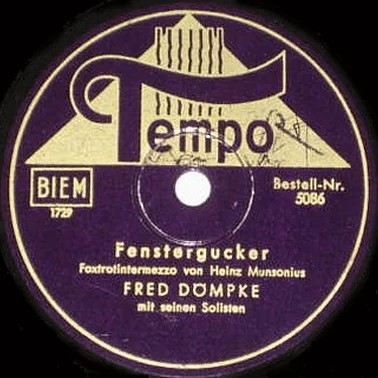
Fred Dömpke: Fenstergucker

In der Nachkriegszeit formierte Munsonius erneut ein Orchester, mit dem er ab Mai 1947 für Odeon (mit den Elskamp Brothers, Home on the Range, 1947), Amiga (Klatschbasen) und noch 1953 für Telefunken aufnahm. Im Bereich des Jazz war er zwischen 1938 und 1953 an 48 Aufnahmesessions beteiligt.
Heinz Munsonius starb 1963 im Alter von 52 Jahren an den Folgen einer Gelbsucht-Erkrankung, die er sich während des Russland-Feldzugs zugezogen hatte. Er wurde auf dem Waldfriedhof Zehlendorf in Berlin beigesetzt. Das Grab ist nicht erhalten.

## Diskographische Hinweise
- Heinz Munsonius und seine Solisten: Der Akkordeon Virtuose 1939-43. (EMI/Odeon)
- Die großen deutschen Tanzorchester – Heinz Munsonius und seine Solisten